# Леонід Недоля
Леонід Недоля (справжнє ім'я — Лук'ян Володимирович Гончаренко; 7 (19 вересня) 1897, с. Цесарська Слобода — 5 липня 1963, Черкаси) — український радянський письменник, учасник футуристських угруповань Юго-Леф, АсКК, журналу «Нова ґенерація», член Всеукраїнської спілки пролетарських письменників. Чекіст, найбільш відомий як автор назви спортивного товариства «Динамо».

## Біографія
Народився на Черкащині у селі Цесарська Слобода в сім'ї пічника Володимира Івановича Гончаренка і його дружини Тетяни Яківни. У 1904 році родина для кращого життя переїхала до Казахстану, де хлопець працював пастухом і наймитом. У 1914 році він приїхав на заробітки до Москви, де спочатку працював чорноробочив у різних місцях, а потім потрапив на завод електродвигунів «Динамо», отримавши спеціальність токаря. Тут юнак зацікавився ідеями комунізму, 1915 року вступив до партії більшовиків. Брав активну участь у революційних виступах, за що відбував заслання в Сибіру у місті Златоуст.
1917 року Гончаренко сформував із робітників заводу «Динамо» червоногвардійський загін, з яким брав участь у Громадянській війні. На фронті Гончаренко обіймав ряд посад, служив інспектором фронту, начдивом, військкомом дивізії, комполком, головою військового трибуналу.
1922 року закінчив Комуністичний університет у Москві і вступив до органів ДПУ, де почав займатись літературною діяльністю, ставши творцем і першим редактором сатиричного журналу військ ДПУ «Крисодав». Опинившись на Південному фронті, Недоля заснував в Одесі поетичне об'єднання «Юго-Леф» та літературне угруповання «Нова ґенерація», у розгромі якого згодом сам брав участь.
Згодом через кадрові перестановки знову опинився у Москві, де його призначили начальником політсекретаріату військ ДПУ Московського округу. Саме як людину, відповідальну за ідеологію, його запросили на неофіційне обговорення створення нового спортивного товариства. Як літератор Недоля став головним експертом з назви і згадав назву свого рідного заводу, «Динамо», яке і було обрано для назви нового спортивного товариства.
Втім надалі Недоля вже не брав участі в житті товариства, якому дав ім'я і повернувся до України. Там він працював директором Одеського оперного театру. Згодом був комендантом генерального консульства в Шанхаї, написавши згодом кілька книг спогадів про перебування у Китаї, а також директором Апрелєвського заводу грамплатівок.
У 1937 році, дізнавшись, що його збираються виключити з партії, утік із Москви у невідомому напрямку. Кілька років був у бігах, у тому числі переховувався у рідному селі.
|                                                               | Сам він начебто належав до недоторканих, розповідають, що навіть начебто Леніна на свої власні очі бачив. І жив безпечно. Хапали не таких, як він, а таки справді ворогів народу. Та ось почав помічати він, що до лав ворогів народу почали потрапляти люди, про яких він напевне знав, що ніякі вони не вороги народу, а "свої в доску" люди. І стривожився. А коло тим часом вужчало. Подих крила "чорного ворона" долітав і до нього. Всіх беруть. І його візьмуть. Візьмуть? А чому? На якій підставі? Беруть тих, хто сам у руки дається. А він, Леонід Недоля, не дасться. І не дався! В слушний момент вислизнув із квартири, з свого кварталу, з Москви, і, переходячи з товарняка на товарняк, з товарняка на робочі поїзди, з робочих на поїзди місцевого сполучення, залишив Північ і спинився на Півдні. Доля прибила його до Черкащини, і там він потонув у рідних місцях, поки не минула небезпека. Та так у Черкасах і залишився. На посаді старого більшовика, кажуть, виступи робив, проліз у верхівку, ба навіть одружився з місцевою красунею. |
| — Іван Сенченко. Нотатки про літературне життя 20-40-х років. | |

Після початку німецько-радянської війни 22 червня 1941 року записався добровольцем на фронт, служив спецкором кількох армійських газет, був поранений та контужений. Після війни Недоля-Гончаренко працював у газеті «Черкаські вісті». В останні роки життя був директором Музею історії Корсунь-Шевченківської битви.

## Літературна діяльність
Літературну діяльність почав у 1924 році російською мовою. Написав ряд віршів та поем, що характеризувались бунтарством, епатуванням буржуазного суспільства та класовою ненавистю до буржуазії. Найбільш відомі твори цього періоду — поема «Амуртаєва дочка», «Пісня моя про ціну». У 1927 році став членом Всеросійської спілки червоних письменників
Художні твори українською мовою почав писати з 1928 року. Опублікував у «Новій ґенерації» свою єдину п'єсу «Хороба», яку згодом пролетарський критик Іван Кириленко охарактеризував так: «В пьесе „Хвороба“ Недоля допустил ряд ошибок по национальному вопросу в смысле искажения перспектив ленинской национальной политики на Украине. Пьеса эта подверглась решительному осуждению со стороны марксистской критики, с указаниями которой автор целиком согласился».
Прийнявши критику, почав писати більш ідеологічні твори і вступив до Всеукраїнської спілки пролетарських письменників. Його подальші п'єси «Підземна комуна» (1930), «За врубову» (1931) та поема «Свої права» (1931) описує будні і революційну героїку робітничого класу.
На основі вражень від перебування у Китаї Леонід Недоля написав репортажні книжки «Жовті брати (Крізь Хіну)» (1929), «Поневолені хінці» (1931), «На китайській землі» (1934).
У середині 1930-х років від літературної діяльності відійшов.